# Kamurú
El kamurú (camuru) és una llengua karirí extingida parlada al riu Pardo i Pedra Blanca, a l'est de l'estat de Bahia, al Brasil. De vegades es considera un dialecte d'una sola llengua karirí.